# Xenotrichula cornuta
Xenotrichula cornuta är en djurart som tillhör fylumet bukhårsdjur, och som beskrevs av Wilke 1954. Xenotrichula cornuta ingår i släktet Xenotrichula och familjen Xenotrichulidae. Inga underarter finns listade i Catalogue of Life.